# سري جدا (فلم)
سري جداً هو فيلمٌ مصريٌ أُنتج عام 1977. وهو الفيلم الوحيد الذي كتبه الممثل سعيد عبد الغني.

## قصة الفيلم
في الفترة التي سبقت حرب أكتوبر عام 1973، يسعى المتحاربون للحصول على المعلومات عن طريق الجواسيس، يموت أحدهم في ميناء الإسكندرية. يتضح أن الجاسوس لم يمت، وإنما هو مواطن يُدعى هشام (سمير صبري)، يتعاون مع ضابط المخابرات أنور عزمي (محمود المليجي) للكشف عن شبكات التجسس.
يقترب هشام من شبكة غامضة يديرها الدكتور جوزيف (صلاح نظمي)، والذي يورطه في صفقة سيارات خاسرة عن طريق فتاة جميلة تُدعى ناهد شوكت (نبيلة عبيد)، والتي يُعجب بها هشام رغم أنه مخطوب لسميرة (عزة كمال). كما أنه لا يُعلم ما إذا كانت ناهد جزءاً من شبكة جوزيف أم لا!
على الرغم من أن هشام بقي مديناً لشبكة جوزيف بعد صفقة السيارات الخاسرة، لكن المخابرات تنجح في النهاية في القبض على أفراد الشبكة.